# Crowder (Mississipi)
Crowder és una població dels Estats Units a l'estat de Mississipi. Segons el cens del 2000 tenia 766 habitants.

## Demografia
Segons el cens del 2000, Crowder tenia 766 habitants, 309 habitatges, i 198 famílies. La densitat de població era de 657,2 habitants per km².
Dels 309 habitatges en un 34% hi vivien nens de menys de 18 anys, en un 35,6% hi vivien parelles casades, en un 21% dones solteres, i en un 35,9% no eren unitats familiars. En el 32,7% dels habitatges hi vivien persones soles el 16,5% de les quals corresponia a persones de 65 anys o més que vivien soles. El nombre mitjà de persones vivint en cada habitatge era de 2,48 i el nombre mitjà de persones que vivien en cada família era de 3,19.
Per edats la població es repartia de la següent manera: un 31,1% tenia menys de 18 anys, un 9,7% entre 18 i 24, un 26,6% entre 25 i 44, un 20,5% de 45 a 60 i un 12,1% 65 anys o més.
L'edat mediana era de 33 anys. Per cada 100 dones de 18 o més anys hi havia 85,3 homes.
La renda mediana per habitatge era de 14.427 $ i la renda mediana per família de 27.143 $. Els homes tenien una renda mediana de 26.667 $ mentre que les dones 20.391 $. La renda per capita de la població era de 10.534 $. Entorn del 32,6% de les famílies i el 37,6% de la població estaven per davall del llindar de pobresa.

## Poblacions més properes
El següent diagrama mostra les poblacions més properes.